# Honnudike, Tumkur
Honnudike là một làng thuộc tehsil Tumkur, huyện Tumkur, bang Karnataka, Ấn Độ.